# Kik Pierie
Kik Pierie (* 20. Juli 2000 in Boston, Massachusetts, Vereinigte Staaten) ist ein niederländischer Fußballspieler, der als Abwehrspieler in der Innenverteidigung eingesetzt wird. Er steht bei Excelsior Rotterdam unter Vertrag.

## Kindheit
Pierie kam als Sohn eines ehemaligen niederländischen Hockey-Nationalspielers, der an der Harvard University als Chirurg arbeitete, in Boston im US-Bundesstaat Massachusetts zur Welt. Ein Jahr nach Kiks Geburt kehrten die Eltern mit ihren Söhnen in die Niederlande zurück und ließen sich in Zeist nieder, ehe sie nach Leeuwarden weiterzogen, als Kik Pierie fünf Jahre alt war. Pierie besitzt sowohl die US-amerikanische als auch die niederländische Staatsbürgerschaft.

## Karriere

### Verein
Kik Pierie begann mit dem Fußballspielen bei LAC Frisia, ehe er in die Nachwuchsakademie des SC Heerenveen wechselte. Am 17. Mai 2017 gab er beim 1:3 im Play-off-Hinspiel um die Teilnahme an der Qualifikation zur UEFA Europa League gegen den FC Utrecht sein Profidebüt. Nach einer 1:2-Niederlage im Rückspiel schied der SC Heerenveen aus. Sein Debüt in der Eredivisie gab Pierie am 26. August 2017 beim 2:1-Auswärtssieg am dritten Spieltag der Saison 2017/18 gegen ADO Den Haag. In dieser Saison kam er zu 31 Einsätzen und belegte mit dem SC Heerenveen den achten Platz, der gleichbedeutend mit der erneuten Teilnahme an den Play-offs um die Partizipation an der Qualifikation zur UEFA Europa League war. Wie im Vorjahr scheiterte der SC Heerenveen am FC Utrecht. In der Zwischenzeit wurde Pierie von der britischen Zeitung The Guardian zu den 60 besten jungen Spielern der Welt gewählt. Nach 31 Einsätzen und zwei Toren in der Saison 2019/20 belegte er mit dem SC Heerenveen den elften Platz.
Zur Saison 2019/20 wechselte er zu Ajax Amsterdam und unterschrieb einen Fünfjahresvertrag. In der gesamten Saison 2019/20 bis zu deren Abbruch infolge der COVID-19-Pandemie kam er ausschließlich für die Reservemannschaft zum Einsatz.
Mitte Juli 2020 wurde eine Ausleihe für die Saison 2020/21 zum Ligakonkurrenten FC Twente Enschede vereinbart. Mitte Mai 2021 wurde vereinbart, dass Pierie auch in der Saison 2021/22 an Enschede ausgeliehen wird. Danach kehrte er zu Ajax zurück.
Im Januar 2023 wechselte er für den Rest der Saison per Leihe zu Excelsior Rotterdam. Im Sommer 2023 folgte der feste Transfer nach Rotterdam.

### Nationalmannschaft
Kik Pierie absolvierte jeweils mindestens eine Partie für die niederländische U15-Nationalmannschaft sowie für die U16. Mit der niederländischen U17-Nationalelf nahm er an der U17-Europameisterschaft 2017 in Kroatien teil und schied im Viertelfinale gegen Deutschland aus. Dabei kam Pierie in allen Partien zum Einsatz. Für diese Altersklasse absolvierte er 14 Partien. Von 2017 bis 2018 kam er für die niederländische U19-Nationalelf zum Einsatz. Mit der U 20-Nationalmannschaft bestritt er drei Spiele in der U20 Elite League.
Da er noch kein Pflichtspiel für die niederländische A-Nationalmannschaft absolviert hat, ist Pierie auch für die Vereinigten Staaten spielberechtigt.